# Melanophthalma montivaga
Melanophthalma montivaga là một loài bọ cánh cứng trong họ Latridiidae. Loài này được Rucker miêu tả khoa học năm 1987.